# Big Beach Films
Big Beach Films est une société de production cinématographique créée en 2004 par les producteurs Peter Saraf et Marc Turtletaub. Elle est basée à New-York.
Big Beach est principalement connue pour ses comédies dramatiques à petit budget, incluant en 2006 le film Little Miss Sunshine.

## Filmographie
- 2005 : Duane Hopwood → distribué par IFC Films
- 2005 : Tout est illuminé (Everything Is Illuminated) → distribué par Warner Independent Pictures
- 2006 : Little Miss Sunshine → distribué par Fox Searchlight Pictures
- 2006 : SherryBaby → distribué par IFC Films
- 2007 : Chop Shop → distribué par Koch Lorber Films
- 2008 : Sunshine Cleaning → distribué par Overture Films
- 2008 : Is Anybody There? → distribué par Optimum Releasing
- 2009 : Away We Go → distribué par Focus Pictures
- 2010 : Jack Goes Boating → distribué par Overture Films
- 2010 : Lucky
- 2011 : My Idiot Brother
- depuis 2018 : Vida (TV)
- depuis 2018 : Sorry for Your Loss (TV)
- 2024 : Winner de Susanna Fogel